# 邱裘錦蘭
邱裘錦蘭，JP（1939年8月7日—），生於上海，香港女企业家，社会活动家和慈善家。祖籍浙江余姚裘岙，丈夫是邱德根。

## 生平

### 家庭
邱裘錦蘭1939年8月7日生於上海，祖籍浙江余姚裘岙，上有一個姊姊裘錦秋，同為杭州之江大学早期毕业生。邱裘錦蘭就讀愛國女子中學（即由蔡元培成立之愛國中學），並讀至高中畢業。
之後，其姊裘錦秋嫁給了遠東發展創辦人邱德根，但在1964年出访台湾时因空难去世，邱德根續弦娶其妹裘錦蘭为妻。姊妹兩人皆冠夫姓。

### 事蹟與慈善活動
1957年，加盟香港远东集团任董事，同時擔任香港远东国际财团（Far East Consortium International Ltd.）非执行董事多年。
1975年，出任香港女童軍總會名譽副會長。
1977年至1978年，出任香港仁濟醫院主席。创办新界婦孺福利會，并任主席、荣誉主席。
1981年5月18日，被委任为香港太平绅士。
1982年，出任上海市政协委员，也出任遠東酒店實業非执行董事。
1997年，出任香港各界婦女會聯合協進會名譽副會長。任香港葵涌裘錦秋中學、元朗裘錦秋中學、屯門裘錦秋中學三校校监/主席。又任香港慈善机构仁美清敍永远名誉顾问、仁济医院顾问局顾问、滬港經濟發展協會顾问。

## 子女
育有三子邱達偉、邱達文、邱達根。幼子達根為現任立法會議員（科技創新界）。